# 厄德曼海豬魚
厄德曼海豬魚，為輻鰭魚綱鱸形目隆頭魚亞目隆頭魚科的其中一種，分布於西太平洋區，包括暹羅灣北部、新加坡、印尼等海域，棲息深度8-25公尺，體長可達7.2公分，棲息在沿海岩石底質海域，生活習性不明。